# بريان لينسين
بريان لينسين (بالهولندية: Bryan Linssen)‏ (8 أكتوبر 1990 في هولندا - ) هو لاعب كرة قدم هولندي في مركز الوسط. لعب مع في في في فينلو ونادي غرونينغن وهيراكليس ألميلو وفورتونا سيتارد وMVV Maastricht ‏.

## وصلات خارجية
- بريان لينسين على موقع رابطة كرة القدم اليابانية للمحترفين (اليابانية)
- بريان لينسين على موقع قاعدة بيانات كرة القدم.إي يو (الإنجليزية)
- بريان لينسين على موقع Soccerway.com (الإنجليزية)
- بريان لينسين على موقع عالم كرة القدم.نت (الإنجليزية)
- بريان لينسين على موقع AS.com (الإسبانية)